# Spawnen
Spawnen is de creatie van spelers, karakters of objecten binnen een computerspel. Respawnen is de hercreatie van een dergelijke entiteit nadat deze eerder is vermoord of vernietigd.
De term wordt voornamelijk gebruikt in de context van multiplayerspellen, waar de spelers aan het begin van het spel of ronde spawnen. In sommige spellen kunnen spelers meerdere malen respawnen in een ronde nadat ze zijn overleden, bij andere spellen moet langer gewacht worden of is het onmogelijk om meer dan eenmaal in een game te spawnen.
Technisch gezien worden alle objecten binnen een spel op een gegeven moment gespawnd (ingeladen); in normaal gebruik wordt de term echter exclusief gebruikt voor entiteiten die in de initiële staat van de spelomgeving er nog niet waren.

## Spawnpunt
De meeste multiplayerspellen maken gebruik van spawnpunten, locaties op het speelveld waar gespawnd kan worden. Dit betekent dat een speler die gedood is opnieuw tot leven komt. De speler kan dan een keuze maken uit de beschikbare spawnpunten om te (her)spawnen. Het spawnpunt kan bij sommige spellen ook met een toevalsgenerator door de computer bepaald worden. Wanneer de tegenstanders de 'spawners' aan het spawnpunt opwachten, spreekt men van 'spawncampers'. 